# Пачетти, Винченцо
Винченцо Пачетти (итал. Vincenzo Pacetti, 3 апреля 1746, Рим — 28 июля 1820, Рим) — итальянский скульптор и реставратор произведений античной скульптуры.
Родился в семье, происходившей из Кастель-Болоньезе, был сыном Андреа Пачетти, ювелира и резчика по камню. Жил на улице Феличе в Риме вместе с сёстрами и братом: Анной Марией, Катериной и Камилло Пачетти.
Учился в боттеге (мастерской) Томмазо Риги и в «школе обнажённого тела» на Кампидолио (scuola del nudo in Campidoglio), затем, в 1766—1772 годах, в Академии Святого Луки, где в первом же классе был удостоен премии за учебную работу в терракоте.
С 28 апреля 1766 года он начал работать в боттеге (мастерской) скульптора-реставратора Пьетро Пачили, заняв его студию после смерти Пачили в 1772 году. Там он начал успешную карьеру скульптора и реставратора. Винченцо Пачетти работал по заказам крупнейших коллекционеров античной скульптуры в Риме, в частности князя Маркантонио Боргезе. В конце своей карьеры его покровителем был принц Люсьен Бонапарт, младший брат Наполеона, которому он поставлял гипсовые слепки знаменитых античных скульптур для его виллы в Канино.
В начале 1770-х годов Винченцо Пачетти успешно выполнял реставрационные работы для музея Пио-Клементино в Ватикане и для Капитолийского музея. Он также посвятил себя зарисовкам памятников древности, в том числе скульптур из римских коллекций, о чём свидетельствуют несколько листов из коллекции Чарльза Таунли, хранящейся сейчас в Британском музее в Лондоне.
В 1774—1775 годах Пачетти создал надгробный памятник Эмануэле Пинто де Фонсека, великого магистра Мальтийского ордена для церкви Сан-Джованни-алла-Валлетта на Мальте. В этот период Пачетти занимался самыми разными делами: делал рисунки и гравюры, лепные декоративные рельефы, конструировал сценические и, вместе с архитектором Джузеппе Кампорезе, пиротехнические машины по случаю визита в Рим эрцгерцога Австрийского Максимилиана.
В 1778 году Винченцо Пачетти был избран в члены Академии Святого Луки, между 1786 и 1792 годами хранителем, в 1796—1801 годах — президентом Академии. Пачетти также был избран в члены Папской академии изящных искусств и словесности виртуозов при Пантеоне (Pontificia Insigne Accademia di Belle Arti e Letteratura dei Virtuosi al Pantheon), старейшей академии, основанной в 1542 году (итальянское слово virtuoso означает «добродетельный, доблестный»).
Пачетти участвовал в оформлении казино Нобиле, садов виллы Пинчиана, в реставрации многочисленных древних скульптур коллекции Маркантонио IV Боргезе под руководством архитекторов Антонио Аспруччи и Эннио Квирино Висконти, в частности для «Храма Эскулапа» на озере в парке Виллы Боргезе (использовав колоссальную статую бога, найденную при раскопках мавзолея Августа, выполнил десять скульптур, венчающих тимпан, и барельефы с сюжетами из мифа об Эскулапе; 1785—1790). Создавал другие статуи и павильоны.
Активный и плодовитый скульптор, реставратор и торговец антиквариатом, картинами, рисунками, гравюрами и книгами, Винченцо Пачетти поддерживал отношения со своими коллегами: Бартоломео Кавачеппи, Карло Альбачини, Франческо Францони и с многими зарубежными художниками.
В мастерской В. Пачетти работали его помощники и ученики, сам мастер покупал предметы антиквариата, картины, рисунки и гравюры, античные геммы, выполнял самые разные заказы на статуи, декоративные рельефы. Он выполнил портретный бюст Папы Пия VI по заказу аббата Анконы Франческини (1783, ныне в музее Сант-Агостино в Генуе), бюст скульптора Пьетро Браччи, заказанный его сыном Вирджинио для Пантеона (1794—1795), надгробный памятник Антону Рафаэлю Менгсу в церкви Сан-Микеле э Маньо в Борго (1784—1785) и многие другие работы. В сотрудничестве с архитектором Джузеппе Валадье с 1795 года он участвовал в реставрации фасада собора Орвието с воссозданием утраченных скульптур.
В 1799 году Пачетти приобрёл и восстановил знаменитую скульптуру Фавн Барберини, которая оказалась предметом долгого спора, в результате которого Пачетти вступил в конфликт с семьей Барберини. Пачетти обратился к Люсьену Бонапарту с предложением приобрести у него статую. Барберини оспорили права Пачетти на распоряжение скульптурой и после шумного судебного процесса и вопреки запрету на вывоз статуи из Италии, продали «Фавна» баварскому принцу Людвигу. Ныне скульптура находится в мюнхенской Глиптотеке.
Винченцо Пачетти в 1799 году был исполнителем завещания знаменитого скульптора-реставратора Бартоломео Кавачеппи. Он купил собрание рисунков Кавачеппи (около 6000 экземпляров) по заниженной цене, используя в качестве подставного лица Вирджинио Браччи. Раздел наследства Кавачеппи втянул его в долгий и сложный судебный процесс с участием семей Торлония и Валадье. Позднее, в 1843 году, собрание рисунков Кавачеппи было продано Густаву Фридриху Ваагену, формировавшему собрание Берлинских музеев. До настоящего времени они хранятся в Кабинете гравюр (Kupferstichkabinett).
В 1808 году Пачетти участвовал в раскопках древнего Тускулума, организованных самим Бонапартом, которому он давал консультации и проводил реставрацию найденных артефактов.
21 ноября 1777 года Винченцо Пачетти женился на Терезе Гонсалес, сестре жены художника Лорана Пешо, от которой у него было десять детей, в том числе Джузеппе (1782—1839, будущий скульптор) и Микеланджело (1793—1865, живописец).
Винченцо Пачетти умер в Риме 28 июля 1820 года; похороны прошли в церкви Сант-Андреа-делле-Фратте. Его младший брат Камилло Пачетти (1758—1826) также был скульптором. Дневник Винченцо, охватывающий период 1773—1803 годов и его переписка являются важными документами римской художественной жизни того времени.